# ルーベン・パーキンソン
ルーベン・パーキンソン（Reuben Parkinson、1973年7月19日 - ）は、ニュージーランドの元ラグビー選手。

## プロフィール
- ニュージーランドのオポティキ出身[1]。
- 現役時代のポジションはセンター。
- 弟のマトゥアもラグビー選手[2]。
- 日本代表通算キャップ数は6（2022年3月現在）でワールドカップ2003の日本代表に選ばれたことがある[3]

## 略歴
オタゴ大学卒業後、オタゴ、ハイランダーズ、ハリケーンズ、ハイランダーズを経て、2001年、サニックス(現・宗像サニックスブルース)に加入。